# کازوشیگه نوجیما
کازوشیگه نوجیما (انگلیسی: Kazushige Nojima؛ زادهٔ ۱۹۶۴ فیلم‌نامه‌نویس، و نویسنده اهل ژاپن است.